# Гусятина

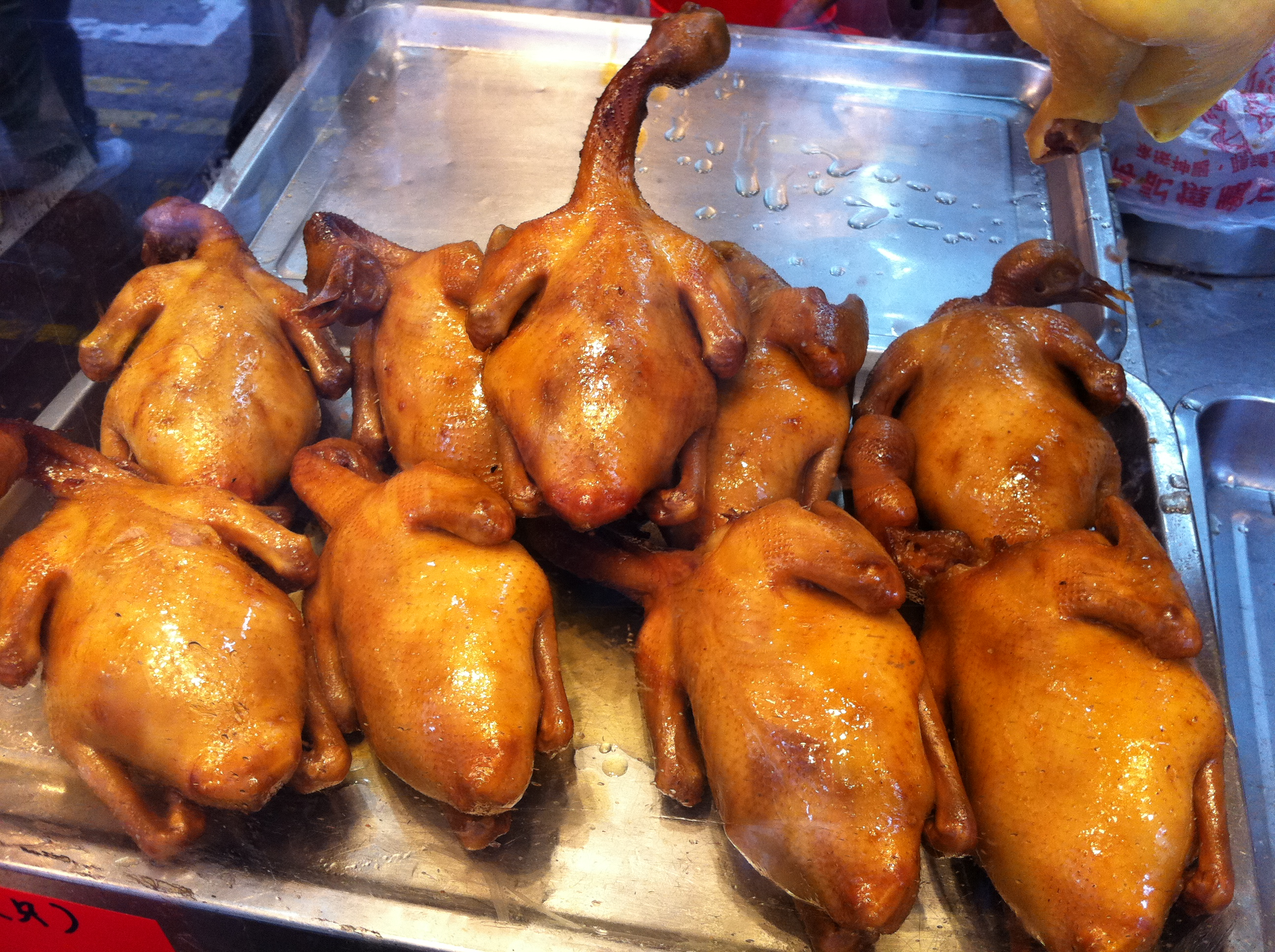
Жареные тушки гусей

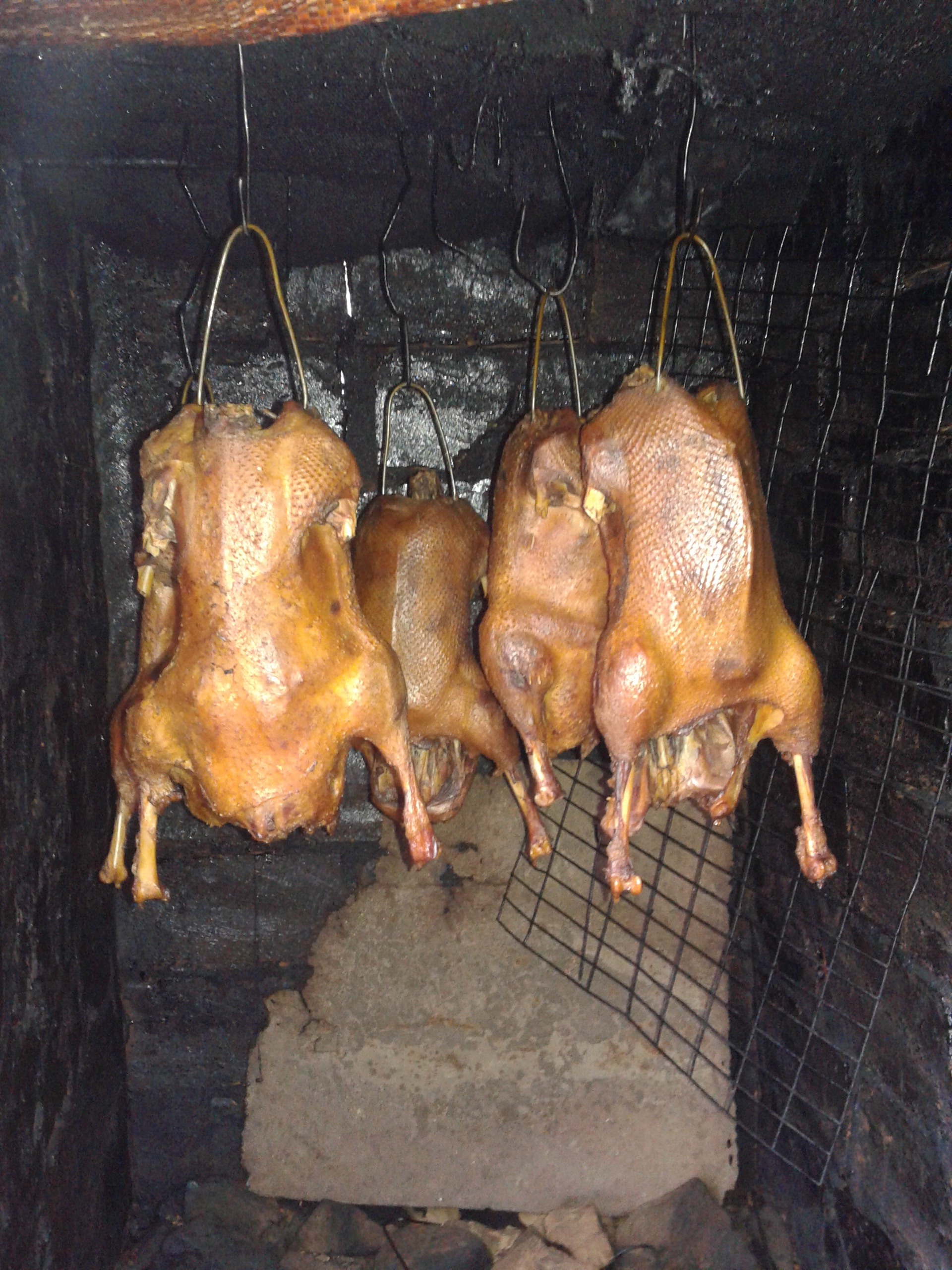
Копчёные гуси на Украине

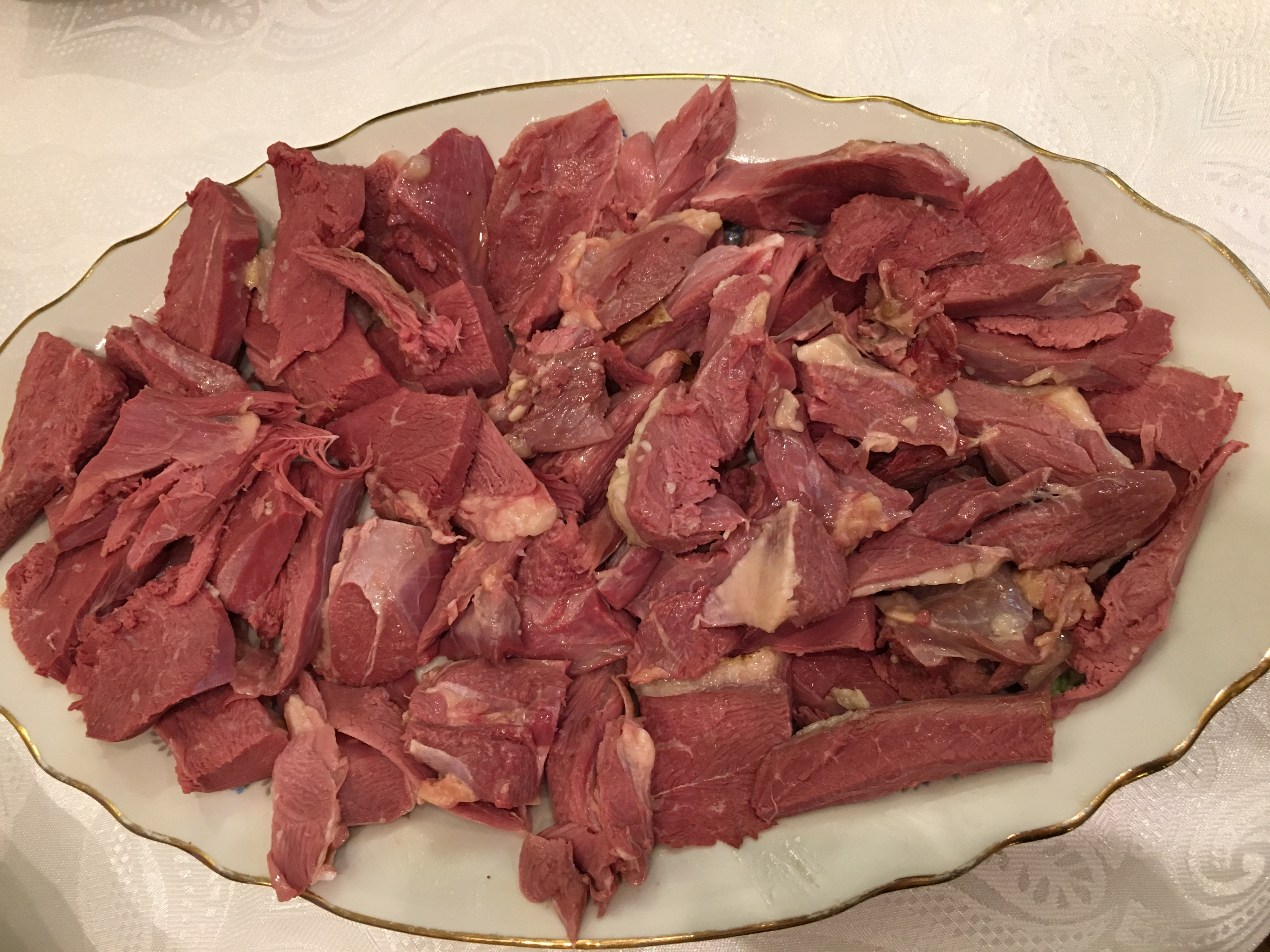
Копчёная гусятина

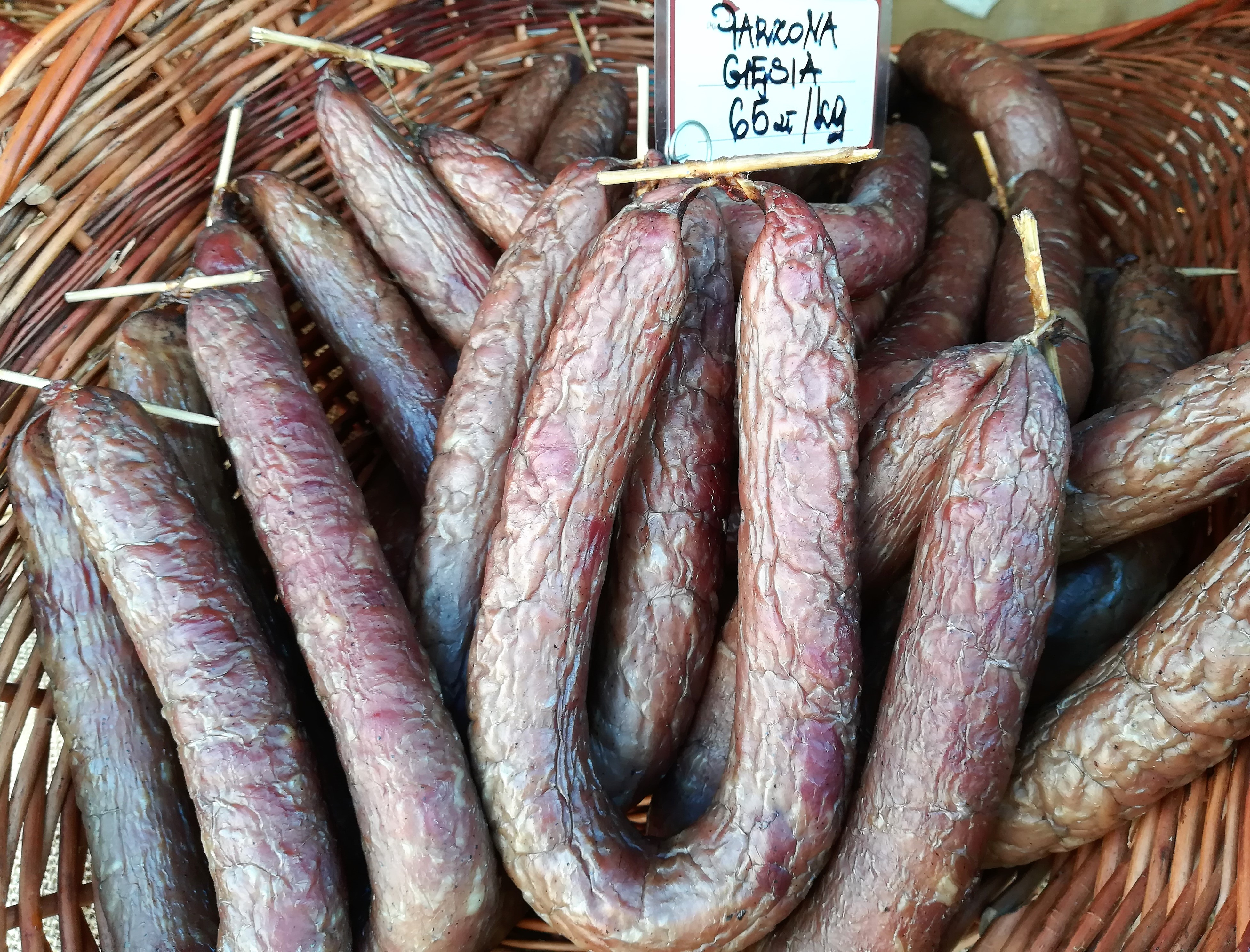
Польская гусиная колбаса

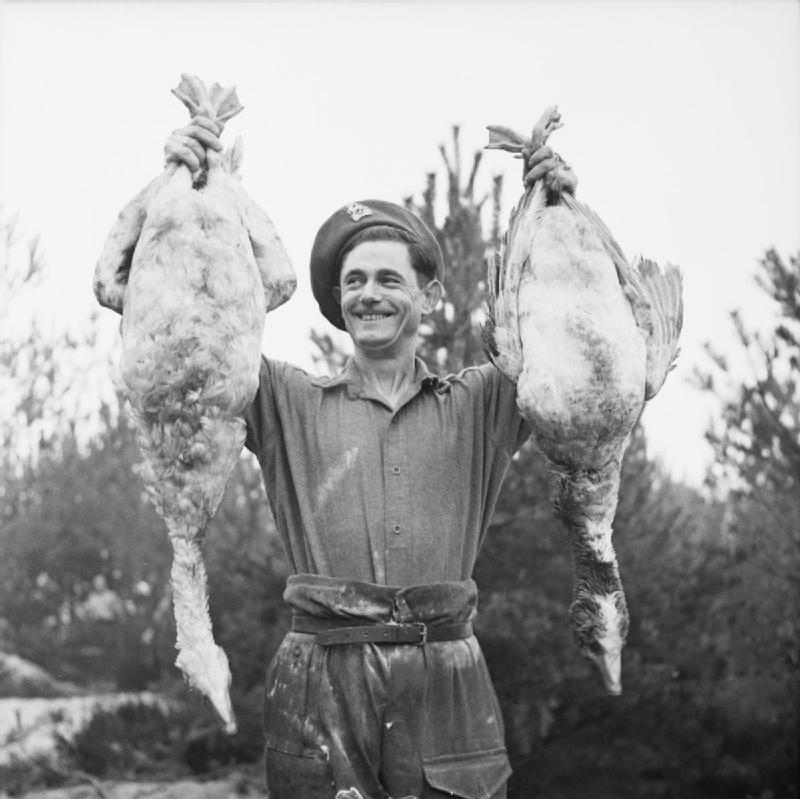
Убитые гуси

Гусятина — мясо гуся, темное мясо, как и мясо пернатой дичи, уток и голубей. Оно очень питательно и отличается высоким содержанием белков и жиров. Самым жирным и самым калорийным является жареный гусь, в 100 г которого содержится 620 ккал. Мясо гуся, особенно жареное, не рекомендуется употреблять в пищу людям, страдающим ожирением.

## История и география продукта
Одомашнивание диких гусей произошло примерно 3 тыс. лет назад: упоминания об этой птице как о домашней можно найти в библейских, древних китайских и римских текстах. Таким образом, из всего многообразия мяса птицы, гусиное было попробовано человеком одним из первых. Современный домашний гусь выглядит практически так же, как его одомашненный предок.
Считается, что первыми выращивать гусей с целью употребления в пищу стали египтяне, затем разведением занялись древние римляне и германцы. Знали этих птиц и в Элладе, однако для греков они была священны и содержалась в качестве домашних любимцев. Впрочем, частично такое отношение сохранялось и в Древнем Риме, где особо почитались гуси, посвящённые богине Юноне и содержащиеся в её храме (кстати, это те самые птицы, которые, по преданию, своими криками спасли «Вечный город» от внезапного нападения галлов).
Постепенно выращивать гусей стали практически по всей территории Европы, причём был взят курс на выведение различных пород, укрупнение птиц, улучшение способности к размножению и вкусовых качеств мяса. Сейчас лидерами в сфере разведения в производственных масштабах являются США, Великобритания, отдельные страны Центральной Европы. А, например, во Франции, гусей содержат, кроме того, из-за их ценной, чрезвычайно полезной и вкусной печени, из которой готовится особый деликатес – фуа-гра. Во многих кулинарных традициях запечённый гусь считается новогодним или рождественским блюдом. Используется и мясо диких птиц, на которых разрешена охота.

## Виды и сорта
Сорт мяса во многом зависит от того, о каком виде птицы идёт речь. Среди диких гусей интерес для кулинаров представляют серый, белый и белолобый гуси, сухонос, гуменник и остальные.
Однако дикие гуси — редкие гости на столах, гораздо чаще там можно встретить их одомашненных родственников. Все существующие породы домашней птицы распределяются по трём классам: тяжеловесные, средние и мелкие. Их выведено достаточно много, например, популярны адлерская, венгерская, итальянская, китайская, тулузская, суховская  и другие разновидности. Птица различается не только видом и размерами, но и качеством мяса. К элитным сортам относится продукция, полученная от тульских бойцовых и владимирских гусей, а также китайской, псковской, рейнской, эмденской, арзамасской пород.
Обращать внимание при покупке стоит не только на размеры, но и на кожные покровы птицы: они должны быть золотистого цвета. Также продукцию высокого качества можно приобрести, выбрав молодую птицу с мясистой грудью и чистыми ровными лапками.

## Полезные свойства
Особое отношение к мясу гуся сохранилось не только благодаря его древней истории и отличному вкусу, но и полезным свойствам. Впервые о них заговорили после такого, как некоторые учёные заметили прямую зависимость от уровня потребления мяса гуся в некоторых провинциях Франции с продолжительностью жизни населения этих регионов.
Такое мясо содержит большое количество жира, поэтому его никак нельзя назвать диетическим, однако этот недостаток легко трансформируется в достоинство, если учесть уникальный состав продукта и то, что все жиры не содержат холестерина и относятся к группе ненасыщенных кислот. Так, в гусятине много белков, витаминов, особенно А, В и С, минералов (фосфора, калия, кальция, марганца, магния, натрия, железа, цинка, селена, меди), аминокислот.
Гусиное мясо — отличный источник протеинов, оно рекомендуется при истощении, частых стрессах, в периоды повышенной умственной нагрузки, в пожилом возрасте. Его употребление способствует стимулированию пищеварения, выводу токсинов, повышению иммунитета, общему укреплению организма, синтезу гемоглобина, облегчению состояния при желчнокаменной болезни. Наконец, мясо гуся регулирует уровень глюкозы в крови, улучшает состояние кожи, способствует нормальному функционированию пищеварительной и нервной систем.
Но стоит помнить, что получить пользу от гусиного мяса можно только в том случае, если употреблять его умеренно и выбирать качественный продукт. Людям, страдающим лишним весом, холециститом и некоторыми другими заболеваниям, следует проявлять особую осторожность.

## Вкусовые качества
Жирное гусиное мясо тёмного цвета высоко ценится за свои вкусовые качества. Оно очень ароматное, сочное и мягкое, имеет нежный сладковатый привкус. Отдалённо гусятина напоминает мясо утки.
Однако по-настоящему вкус гусиного мяса раскрывается в процессе готовки и очень сильно зависит от технологии. Кроме того, даже неправильный забой птицы может испортить продукт. Например, опытные заводчики рекомендуют за некоторое время до забоя поить гусей слегка подсоленной водой, причём в последние несколько часов птицу нельзя беспокоить: её нервозность может кардинально изменить вкус мяса. В ряде стран европейского континента гусь, наряду с уткой, являются основным источником дорогостоящего деликатеса — фуа-гра.

## Применение в кулинарии
Традиционно гусь идёт на приготовление вторых блюд, хотя на его мясе можно варить солянки, рассольники и другие супы. Обычно гуся запекают целиком, тушат или поджаривают. Если имеется фарш, можно приготовить тефтели, пельмени, фрикадельки. С мясом гуся готовят плов, многие салаты, рагу и другие блюда.
Существует большое количество классических рецептов приготовления мяса птицы. Пожалуй, самый известный из них — гусь с яблоками: кислинка, присущая этим фруктам, прекрасно оттеняет вкус гусятины.
Можно использовать сочетания и с другими продуктами, например, тушёной капустой, черносливом и апельсинами, а также фаршировать тушку гуся грибами, картофелем, крупами, орехами.
Наконец, гусятина отлично подходит для приготовления холодных закусок, фарша, паштетов и заливных.

## Калорийность гусиного мяса
Калорийность сырого мяса гуся — 161 ккал на 100 г.  Калорийность вареного гуся — 447 ккал на 100 г продукта.